# Hermes da Fonseca
Hermes Rodrigues da Fonseca (12. maj 1855 i São Gabriel - 9. september 1923 i Petrópolis), var en brasiliansk marskalk, politiker og Brasiliens ottende præsident, i årende 1910–1914.